# Radamés Lora
Radamés Lora es un deportista dominicano que compitió en judo. Ganó una medalla de plata en los Juegos Panamericanos de 1979 y una medalla de plata en el Campeonato Panamericano de Judo de 1980.

## Palmarés internacional
| Juegos Panamericanos    | Juegos Panamericanos          | Juegos Panamericanos | Juegos Panamericanos |
| Año                     | Lugar                         | Medalla              | Categoría            |
| ----------------------- | ----------------------------- | -------------------- | -------------------- |
| 1979                    | San Juan (Puerto Rico)        | Medalla de plata     | –78 kg               |
| Campeonato Panamericano |                               |                      |                      |
| Año                     | Lugar                         | Medalla              | Categoría            |
| 1980                    | Isla de Margarita (Venezuela) | Medalla de plata     | –78 kg               |